# Cahaya Negeri (Luas)
Cahaya Negeri is een bestuurslaag in het regentschap Kaur van de provincie Bengkulu, Indonesië. Cahaya Negeri telt 533 inwoners (volkstelling 2010).